# Premier League de Malta 2018-19
La  Premier League de Malta 2018-19 fue la edición número 104 de la Premier League de Malta. La temporada comenzó el 17 de agosto de 2018 y terminó el 27 de abril de 2019.

## Sistema de competición
Los catorce equipos participantes jugaron entre sí todos contra todos dos veces totalizando 26 partidos cada uno. Al final de la temporada el primer clasificado obtuvo un cupo para la primera ronda de la Liga de Campeones 2019-20. El segundo y tercer clasificado obtuvieron un cupo a la primera ronda de la  Liga Europa 2019-20. El último y penúltimo clasificado descendierón a la Primera División 2019-20, mientras que el duodécimo primer clasificado jugó el Play-off de relegación contra el tercer clasificado de la Primera División 2018-19 que determinó quien de los dos jugará en la Premier League la próxima temporada.
Un tercer cupo para la Liga Europa 2019-20 fue asignado al campeón de la Copa Maltesa.

## Equipos participantes
| Equipo           | Ciudad     | Estadio                   | Capacidad |
| ---------------- | ---------- | ------------------------- | --------- |
| Balzan           | Ta' Qali   | Estadio Nacional Ta' Qali | 17.000    |
| Birkirkara       | Birkirkara | Infetti Ground            | 2.500     |
| Floriana         | Floriana   | Independence Ground       | 3.000     |
| Gzira United     | Gżira      | Centenary Stadium         | 2.000     |
| Hibernians       | Paola      | Hibernians Ground         | 1.500     |
| Hamrun Spartans  | Hamrun     | Victor Tedesco Stadium    | 2.000     |
| Mosta            | Mosta      | Estadio Charles Abela     | 600       |
| Pietà Hotspurs   | Pietà      | Pietà Ground              | 1.000     |
| Qormi            | Qormi      | Qormi Ground              | 1.000     |
| Senglea Athletic | Senglea    | Estadio Nacional Ta' Qali | 17.000    |
| Sliema Wanderers | Sliema     | Estadio Nacional Ta' Qali | 17.000    |
| St. Andrews      | Pembroke   | Luxol Sports Ground       | 800       |
| Tarxien Rainbows | Tarxien    | Estadio Nacional Ta' Qali | 17.000    |
| La Valletta      | La Valeta  | Estadio Nacional Ta' Qali | 17.000    |

### Ascensos y descensos
| Pos. | Ascendidos de Primera División 2017-18 |
| ---- | -------------------------------------- |
| 1    | Qormi                                  |
| 2    | Pietà Hotspurs                         |

| Pos. | Descendidos de Premier League 2017-18 |
| ---- | ------------------------------------- |
| 11   | Naxxar Lions                          |
| 12   | Lija Athletic                         |

## Clasificación
| Pos. | Equipo           | Pts. | PJ | G  | E  | P  | GF | GC | Dif. | Clasificación 2019–20                         |
| ---- | ---------------- | ---- | -- | -- | -- | -- | -- | -- | ---- | --------------------------------------------- |
| 1    | Valletta (C)     | 58   | 26 | 18 | 4  | 4  | 61 | 18 | +43  | Primera ronda de la Liga de Campeones         |
| 2    | Hibernians       | 58   | 26 | 18 | 4  | 4  | 54 | 27 | +27  | Primera ronda de la Liga Europa               |
| 3    | Gzira United     | 50   | 26 | 13 | 11 | 2  | 42 | 21 | +21  | Primera ronda de la Liga Europa               |
| 4    | Hamrun Spartans  | 46   | 26 | 12 | 10 | 4  | 35 | 20 | +15  |                                               |
| 5    | Sliema Wanderers | 45   | 26 | 13 | 6  | 7  | 37 | 26 | +11  |                                               |
| 6    | Balzan           | 43   | 26 | 12 | 7  | 7  | 41 | 31 | +10  | Primera ronda de la Liga Europa               |
| 7    | Birkirkara       | 39   | 26 | 12 | 3  | 11 | 33 | 26 | +7   |                                               |
| 8    | Floriana         | 32   | 26 | 9  | 5  | 12 | 28 | 25 | +3   |                                               |
| 9    | Mosta            | 29   | 26 | 7  | 8  | 11 | 30 | 45 | −15  |                                               |
| 10   | Tarxien Rainbows | 26   | 26 | 8  | 2  | 16 | 29 | 58 | −29  |                                               |
| 11   | Senglea Athletic | 26   | 26 | 7  | 5  | 14 | 33 | 46 | −13  |                                               |
| 12   | St. Andrews      | 24   | 26 | 7  | 3  | 16 | 25 | 45 | −20  | Promoción por la permanencia                  |
| 13   | Qormi            | 20   | 26 | 6  | 2  | 18 | 25 | 51 | −26  | Desciende a Primera División de Malta 2019-20 |
| 14   | Pietà Hotspurs   | 13   | 26 | 3  | 4  | 19 | 25 | 59 | −34  | Desciende a Primera División de Malta 2019-20 |

Actualizado a los partidos jugados el 27 de abril de 2019.
 Fuente: Soccerway

#### Evolución de la clasificación
| Jornada / Equipo | 1  | 2  | 3  | 4  | 5  | 6  | 7  | 8  | 9  | 10 | 11 | 12 | 13 | 14 | 15 | 16 | 17 | 18 | 19 | 20 | 21 | 22 | 23 | 24 | 25 | 26 |
| Jornada / Equipo |    |    |    |    |    |    |    |    |    |    |    |    |    |    |    |    |    |    |    |    |    |    |    |    |    |    |
| ---------------- | -- | -- | -- | -- | -- | -- | -- | -- | -- | -- | -- | -- | -- | -- | -- | -- | -- | -- | -- | -- | -- | -- | -- | -- | -- | -- |
| Valletta         | 14 | 14 | 10 | 6  | 4  | 3  | 3  | 2  | 2  | 3  | 3  | 2  | 3  | 3  | 1  | 1  | 1  | 2  | 2  | 1  | 1  | 1  | 2  | 1  | 1  | 1  |
| Hibernians       | 6  | 2  | 6  | 9  | 5  | 5  | 5  | 3  | 3  | 2  | 2  | 1  | 2  | 1  | 2  | 2  | 2  | 1  | 1  | 2  | 2  | 2  | 1  | 2  | 2  | 2  |
| Gzira United     | 1  | 4  | 1  | 1  | 1  | 1  | 1  | 1  | 1  | 1  | 1  | 3  | 1  | 2  | 3  | 3  | 3  | 3  | 3  | 3  | 3  | 3  | 3  | 3  | 3  | 3  |
| Hamrun Spartans  | 3  | 5  | 2  | 5  | 7  | 7  | 7  | 6  | 5  | 6  | 6  | 6  | 5  | 4  | 6  | 4  | 4  | 4  | 5  | 6  | 5  | 4  | 4  | 4  | 4  | 4  |
| Sliema Wanderers | 2  | 1  | 5  | 3  | 3  | 2  | 2  | 4  | 4  | 4  | 4  | 5  | 4  | 6  | 7  | 7  | 7  | 6  | 4  | 4  | 4  | 6  | 5  | 5  | 5  | 5  |
| Balzan           | 8  | 7  | 3  | 2  | 2  | 4  | 4  | 5  | 6  | 5  | 5  | 4  | 7  | 7  | 5  | 6  | 6  | 5  | 7  | 7  | 7  | 7  | 6  | 6  | 5  | 6  |
| Birkirkara       | 5  | 3  | 7  | 4  | 6  | 8  | 6  | 7  | 7  | 7  | 7  | 7  | 6  | 5  | 4  | 5  | 5  | 7  | 6  | 5  | 6  | 5  | 7  | 7  | 7  | 7  |
| Floriana         | 11 | 12 | 11 | 11 | 9  | 6  | 8  | 8  | 10 | 9  | 10 | 10 | 8  | 9  | 9  | 9  | 9  | 10 | 9  | 8  | 8  | 8  | 8  | 8  | 8  | 8  |
| Mosta            | 12 | 8  | 4  | 8  | 9  | 9  | 10 | 12 | 12 | 12 | 12 | 12 | 11 | 11 | 11 | 11 | 12 | 8  | 8  | 9  | 9  | 9  | 9  | 9  | 9  | 9  |
| Tarxien Rainbows | 13 | 6  | 9  | 7  | 10 | 10 | 11 | 10 | 9  | 10 | 8  | 8  | 9  | 10 | 8  | 8  | 8  | 9  | 10 | 10 | 10 | 10 | 10 | 10 | 10 | 10 |
| Senglea Athletic | 10 | 13 | 14 | 14 | 14 | 14 | 14 | 14 | 14 | 14 | 14 | 14 | 14 | 13 | 13 | 12 | 11 | 12 | 12 | 12 | 11 | 11 | 11 | 11 | 11 | 11 |
| St. Andrews      | 4  | 10 | 12 | 12 | 12 | 11 | 9  | 9  | 8  | 8  | 9  | 9  | 10 | 8  | 10 | 10 | 10 | 11 | 11 | 11 | 12 | 12 | 12 | 12 | 12 | 12 |
| Qormi            | 7  | 9  | 8  | 10 | 11 | 13 | 13 | 13 | 13 | 13 | 13 | 13 | 13 | 14 | 14 | 14 | 14 | 13 | 14 | 13 | 13 | 13 | 14 | 13 | 13 | 13 |
| Pietà Hotspurs   | 9  | 11 | 13 | 13 | 13 | 12 | 12 | 11 | 11 | 11 | 11 | 11 | 12 | 12 | 12 | 13 | 13 | 14 | 13 | 14 | 14 | 14 | 13 | 14 | 14 | 14 |

## Tabla de resultados cruzados
Los clubes jugarán entre sí en dos ocasiones para un total de 26 partidos cada uno.
| Local \ Visitante | BAL | BIR | FLO | GZI | HAM | HIB | MOS | PIE | QOR | SEN | SLI | STA | TAR | VAL |
| ----------------- | --- | --- | --- | --- | --- | --- | --- | --- | --- | --- | --- | --- | --- | --- |
| Balzan            | —   | 0–0 | 2–0 | 0–0 | 2–2 | 2–2 | 3–1 | 1–0 | 4–2 | 1–2 | 2–1 | 0–2 | 2–0 | 1–2 |
| Birkirkara        | 1–0 | —   | 0–0 | 1–2 | 0–1 | 2–3 | 1–2 | 3–0 | 2–1 | 2–3 | 2–0 | 2–0 | 2–0 | 0–3 |
| Floriana          | 0–0 | 0–2 | —   | 0–1 | 1–1 | 0–1 | 1–0 | 1–2 | 0–1 | 4–1 | 0–1 | 0–1 | 4–0 | 2–0 |
| Gzira United      | 3–0 | 1–1 | 1–0 | —   | 0–0 | 3–2 | 3–3 | 5–2 | 1–0 | 3–1 | 1–1 | 2–1 | 1–1 | 0–0 |
| Hamrun Spartans   | 1–1 | 2–1 | 2–0 | 1–1 | —   | 1–1 | 0–1 | 3–2 | 2–1 | 1–0 | 0–0 | 1–0 | 3–0 | 1–1 |
| Hibernians        | 5–1 | 2–1 | 0–2 | 1–0 | 2–1 | —   | 1–1 | 2–1 | 1–3 | 2–0 | 2–2 | 2–0 | 5–0 | 1–2 |
| Mosta             | 0–0 | 0–3 | 3–3 | 1–1 | 0–0 | 0–4 | —   | 3–2 | 0–2 | 0–3 | 1–2 | 1–3 | 3–1 | 0–1 |
| Pietà Hotspurs    | 0–3 | 1–2 | 0–2 | 1–1 | 0–2 | 0–2 | 3–1 | —   | 0–2 | 1–1 | 0–3 | 3–1 | 0–3 | 0–4 |
| Qormi             | 1–3 | 1–0 | 1–3 | 1–4 | 0–2 | 1–2 | 1–1 | 2–2 | —   | 1–0 | 2–3 | 0–2 | 1–2 | 1–2 |
| Senglea Athletic  | 0–5 | 0–2 | 0–1 | 0–1 | 2–2 | 0–2 | 0–2 | 2–1 | 4–0 | —   | 0–2 | 5–0 | 1–2 | 1–5 |
| Sliema Wanderers  | 1–3 | 0–1 | 1–1 | 0–2 | 2–1 | 0–1 | 3–1 | 2–1 | 2–0 | 0–0 | —   | 1–1 | 3–1 | 3–0 |
| St. Andrews       | 0–1 | 2–0 | 3–0 | 1–0 | 0–3 | 1–2 | 1–1 | 3–3 | 0–2 | 1–2 | 0–2 | —   | 1–5 | 0–4 |
| Tarxien Rainbows  | 1–3 | 0–2 | 0–3 | 1–4 | 2–1 | 2–4 | 0–2 | 2–0 | 1–0 | 2–2 | 1–2 | 2–1 | —   | 0–7 |
| Valletta          | 4–1 | 2–0 | 1–0 | 1–1 | 0–1 | 1–2 | 5–0 | 3–0 | 6–0 | 3–3 | 2–0 | 1–0 | 1–0 | —   |

## Play-off de campeonato
Hibernians y La Valletta terminaron la temporada empatados en puntos. Un play-off decidira el título. 
| 4 de mayo de 2019, 16:30; | La Valletta                                   | 2:2 (1:1, 1:1) (t. s.)(4:2 p.) | Hibernians                                          | Estadio Nacional Ta' Qali, Ta' Qali                        |                                                            |
|                           | - Caruana 59' - Fontanella 98'                |                                | - 12' Taylon Correa - 118' Sahanek                  | Asistencia: 9.544 espectadores Árbitro(s): Malcolm Spiteri | Asistencia: 9.544 espectadores Árbitro(s): Malcolm Spiteri |
|                           |                                               | Tiros desde el punto penal     |                                                     |                                                            |                                                            |
|                           | - Miguel Alba - Malano - Gavrilă - Fontanella |                                | - Sahanek - Jake Grech - Tiago Adan - Taylon Correa |                                                            |                                                            |

## Play-off de relegación
Será jugado entre el antepenúltimo de la liga y el tercer equipo de la Primera División 2018-19
| 5 de mayo de 2019, 16:30; | St. Andrews        | 1:4 (1:2) | St. Lucia                                             | Hibernians Ground, Paola            |                                     |
|                           | - Martin Davis 12' |           | - 10' 75' Patrick Teixeira - 17' 59' Jackson Mendonza | Árbitro(s): Etienne Antoine Mangion | Árbitro(s): Etienne Antoine Mangion |

## Goleadores
| Pos. | Jugador               | Club             | Goles |
| ---- | --------------------- | ---------------- | ----- |
| 1    | Taylon Nicolas Correa | Hibernians       | 18    |
| 2    | Mario Fontanella      | Valletta         | 17    |
| 3    | Haruna Garba          | Gzira United     | 12    |
| 4    | Bojan Kaljević        | Valletta         | 11    |
| 4    | Tiago Adan            | Hibernians       | 11    |
| 4    | Jake Grech            | Hibernians       | 11    |
| 7    | Andrija Majdevac      | Balzan           | 10    |
| 7    | Miguel Alba           | Valletta         | 10    |
| 9    | Alfred Effiong        | Balzan           | 9     |
| 10   | Younes Bnou Marzouk   | Sliema Wanderers | 8     |